# چاینا (تگزاس)
چاینا، تگزاس(به انگلیسی: China, Texas) شهری در ایالت تگزاس از ایالات جنوبی ایالات متحده آمریکا است. در سرشماری سال ۲۰۰۰، جمعیت این شهر ۱۱۱۲ نفر اعلام شد.